# كينيث أفيري
كينيث أفيري (بالإنجليزية: Kenneth Stopford Avery)‏ هو كاتب نيوزلندي، ولد في 24 يونيو 1922، وتوفي في 12 يونيو 1983.